# Kuukas
Kuukas är en sjö i Finland. Den ligger i kommunen Kuusamo i landskapet Norra Österbotten, i den nordöstra delen av landet, 700 km norr om huvudstaden Helsingfors. Kuukas ligger 247,6 meter över havet. Den är 6,34 meter djup. Arean är 61,6 hektar och strandlinjen är 7,48 kilometer lång. Sjön  ingår i Koundaälvens huvudavrinningsområde. 